# Muntjac de Reeves
Muntiacus reevesi
Pour les articles homonymes, voir Muntjac et Reeve.
Espèce
Statut de conservation UICN

 LC  : Préoccupation mineure
Le Muntjac de Reeves (Muntiacus reevesi), aussi appelé Muntjac de Formose ou Muntjac de Chine (parfois cerf aboyeur, ou abusivement, Cerf muntjac) est un petit cervidé originaire d'Asie. Ce muntjac est endémique de Taïwan et de Chine, où il vit dans les forêts humides. Il a été introduit en Grande-Bretagne (Royaume-Uni) où il est désormais largement répandu, notamment en Angleterre, mais aussi dans plusieurs parties d'Asie du Sud-Est, en Europe (aux Pays-Bas, en Belgique, en France, en Irlande), au Japon et aux États-Unis.
Cette espèce est, avec le Muntjac indien (Muntiacus muntjak), l'une des deux espèces de Muntjacs les plus connues et dont on connait le mieux les mœurs et l'écologie.

## Étymologie
Il doit son nom à John Reeves (en), de la Compagnie anglaise des Indes orientales en 1812 (et qui a donné aussi son nom au faisan vénéré (Syrmaticus reevesii)).
En langue chinoise, le mot muntjac peut se traduire comme « élément fort de la montagne », de par sa capacité de résistance et d'adaptation à un milieu parfois rude. Au Viêt Nam, il est aussi dénommé « cerf vivant dans la forêt épaisse et profonde ».

## Sous-espèces
Trois sous-espèces sont actuellement reconnues :
- Muntiacus reevesi jiangkouensis Gu and Zu, 1998
- Muntiacus reevesi micrurus Sclater, 1875
- Muntiacus reevesi reevesi Ogilby, 1839

La sous-espèce taïwanaise (M.r. micrurus), est celle qui est communément appelée muntjac de Formose. Elle a une coloration plus foncée.

## Répartition
Le Muntjac de Reeves est présent naturellement sur l'île de Taiwan. Sur le continent, il est naturellement présent en Chine dans les provinces d’Anhui, de Fujian, de Gansu, de Guangdong, de Guangxi, de Guizhou, de Hubei, de Hunan, de Jiangsu, de Jiangxi, de Shanxi, de Sichuan, de Yunnan et de Zhejiang, soit globalement toutes les provinces du Sud-Est chinois.

## Habitat
Dans son aire de répartition, cette espèce de cervidé peuple les forêts subtropicales humides et tempérées montagnardes, et les milieux associés. La forêt dense constitue son habitat de prédilection. Il est particulièrement présent dans les forêts de feuillus ainsi que dans les sous-bois riches et diversifiés.
Cependant, il peut aussi s'accommoder d'un environnement plus ouvert comme les lisières de forêts ou de champs cultivés, voire aux parcs et jardins urbains dans les zones à présence humaine.
En Grande-Bretagne, ce muntjac s'est très bien adapté à la forêt décidue tempérée et aux landes buissonnantes (jusqu'en Écosse), ainsi qu'aux campagnes dotées de bosquets et de haies bocagères.
Le Muntjac de Reeves peut vivre à des altitudes variées, de 50 à 3 500 mètres, du moment que des ruisseaux sont présents.
Dans son habitat d'origine, il a, outre l'homme, plusieurs prédateurs dont il constitue souvent une part importante de l'alimentation.

## Description
Le Muntjac de Reeves a un pelage couleur noisette, avec une petite queue, noire sur le dessus et blanche en dessous, avec le dessus généralement foncé et le dessous clair. L'avant du corps, le cou et la tête sont souvent clairs avec une coloration plus ou moins jaune clair. Le dessus du mufle est foncé et deux lignes noires aux dessus des yeux et sur le front dans la ligne des cornes forment une sorte de V. Les femelles ont souvent, elles, le front noir. Il a deux pelages : un brun-roux la plupart de l’année notamment en été, et un gris terne/brun grisâtre en hiver.
Son apparence est voutée, la croupe étant plus en hauteur que l'échine, il peut être confondu de loin avec un chien. Il est d'un petit gabarit : il mesure jusqu'à 1 m de longueur et 45 centimètres au garrot pour un poids allant de 10 à 18 kg. Ses empreintes font quant à elles moins de 3 cm de long.
D'un caractère primitif pour un cervidé comme pour le Cerf d'eau (Hydropote) et notamment le Cerf huppé avec lequel il est apparenté (et dont il partage une bonne partie de son aire de répartition avec celle de ce dernier, qui se chevauchent), le mâle possède deux bois le plus souvent droits, courts constitués d’un unique andouiller (13 cm maximum) portés par un pivot très long avec pas ou peu d'embranchements (2 maximum). Les bois tombent après le rut lorsque la testostérone baisse. Les femelles, elles, ont juste de petits boutons osseux à l'emplacement desdits bois.
Il est aussi pourvu, comme pour les autres espèces de muntjacs, de longues canines supérieures (d'environ 5,1 cm) parfois visibles lorsqu'elles dépassent de la commissure des lèvres, qui peuvent constituer un moyen de défense ou d’agression capable de provoquer des blessures fatales lors de combats entre individus pour l'accès aux femelles, mais il s'en sert principalement pour s'alimenter (en grattant le sol pour déterrer des racines par exemple).
En dehors de la présence de cornes chez le mâle, il n'y a presque pas de dimorphisme sexuel, voire aucun, chez cette espèce comme pour toutes les autres espèces de cervidés. Il est de plus doté de glandes (aussi appelé larmiers) importantes devant les yeux qui produisent des sécrétions liquides et odorantes et dont il se sert pour marquer son territoire, sur des supports variés.
Comme pour toutes les autres espèces de muntjac ou petits ongulés de taille équivalente, c'est un animal inoffensif, discret, farouche, prudent, timide et souvent sur le qui-vive et qui reste caché la plupart du temps de la journée, ne s'activant généralement que lors des heures où les autres espèces sont moins en activité comme le matin, l'après-midi ou le soir. Il a une période d'activité ainsi souvent crépusculaire, mais aussi à la fois nocturne (comme le montrent plusieurs pièges photographiques) et diurne. La journée, le Muntjac a généralement une période d'activité le matin de 6 à 8 heures et 10 à 12 heures et une période d'activité le soir de 16 heures à minuit.
En général, les individus sont solitaires et ne se rencontrent que lors de la reproduction, mais il arrive que des groupes de 2 à quelques individus se forment temporairement et soient observés. Ils se déplacent la plupart du temps avec une locomotion lente afin de faire le moins de bruits possible. C'est un animal assez agile qui sait parfaitement se déplacer, et fuir si besoin est, avec aisance dans le sous-bois.
Le Muntjac de Reeves peut vivre jusqu'à 10 ans, notamment en captivité.

## Alimentation
Le Muntjac de Reeves se nourrit d'à peu près de tout ce qui se trouve à la base du sol, d'écorces, de feuilles, de fruits, de graines, de noix, de champignons, de fleurs, de racines, de baies, d'herbes et de bourgeons mais son alimentation principale se compose majoritairement de jeunes pousses d’arbres et d’arbustes et ce, à l'instar des autres espèces de cervidés. À l'occasion, il lui arrive de manger des œufs d'oiseaux se trouvant aux sol, des larves, et parfois de charognes lorsque l'occasion se présente, ce qui peut permettre l'obtention de certaines vitamines lors de carences. C'est l'un des rares cervidés à tendance omnivore avec le Cerf huppé, bien qu'il reste principalement herbivore.

## Reproduction

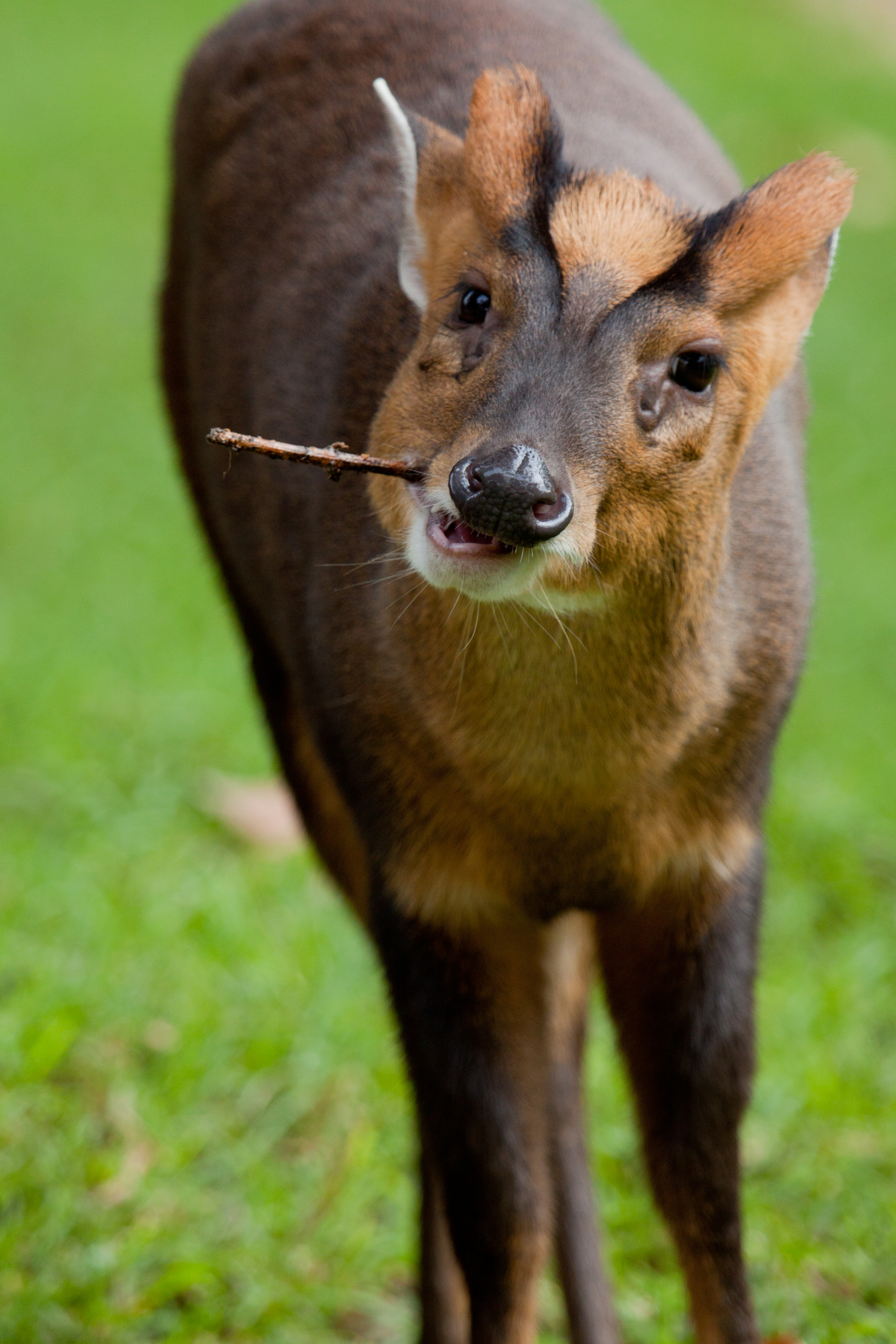
Muntiacus reevesi. Les deux glandes pré-orbitales sont ici parfaitement visibles.

La femelle a une gestation d'environ 7 mois (209 à 220 jours environ) et donne naissance à un ou deux petits par an. Cependant, il n'y a pas de réelle période de reproduction définie pour cette espèce et les individus peuvent se reproduire toute l'année (bien qu'en Angleterre, une période d'abondance ait été observée d'octobre à mars). Cette absence de saisonnalité de reproduction est rare chez les cervidés et presque propre aux espèces de muntjacs.
De plus, la maturité sexuelle est assez précoce puisque les femelles peuvent se reproduire dès l'âge de 7 à 8 mois et sont de nouveau réceptives quelques jours seulement après la mise-bas. Elles peuvent ainsi être presque constamment en gestation durant l'année.
La femelle donne généralement naissance à  1 à 2 petits qu'elle allaite durant 2 mois et qui deviennent indépendants à l'âge de 6 mois. Ces derniers, comme les autres cerfs, sont tachetés à la naissance et restent immobiles dans les fourrés en l'absence de leur mère.

## Cris
En cas de danger, de stress ou encore lorsqu'il rencontre un individu dominant, il émet des cris très sonores ressemblant à des aboiements, d'où son nom commun de « cerf aboyeur ». C'est sa manière de prévenir des congénères. Cette alarme du muntjac est aussi comprise par d'autres espèces de cervidés et par divers animaux.
À part cela, comme pour les autres cervidés, c'est un animal généralement silencieux, mais qui peut émettre différentes vocalises selon les situations. Lorsqu'elle se soumet avant de se reproduire, la femelle pousse une sorte de miaulement. Ses cris sont marqués par de courtes pauses avec des intervalles qui s'allongent en période de rut.
En outre, la communication chez les Muntjac est surtout chimique grâce la glande pré-orbitale dont il se sert pour marquer son territoire.

## Croyance
Dans certaines tribus mongoles, en Asie, le muntjac était vénéré comme une déité. Les populations locales en Asie voient les muntjac comme des habitants mystérieux de la forêt et sont pour eux un véritable système d’alarme en ce qui concerne la présence d’un potentiel danger (prédateurs notamment).
Le muntjac est aussi nommé Moon Jack (Connecteur à la lune) dans le folklore neuvicois. Il serait l'animal représentant et guide des Esprits de la Forêt. 

## Espèce invasive
L'espèce est estampillée et considérée comme invasive dans toutes les régions du globe où elle a été introduite (souvent involontairement, mais aussi parfois par abandon, au départ comme animal de compagnie et/ou d'ornement pour les jardins). La seule menace importante que ce petit cervidé représente actuellement est la dégradation du renouvellement forestier en mangeant les pousses des jeunes arbres, notamment à cause du manque actuel de prédateur pour réguler ses populations.

### En Europe
Cette espèce fut introduite en Angleterre pour peupler le parc de l'abbaye de Woburn. S'en étant échappé vers le début du XXe siècle, en 1901 (au départ 11 spécimens) et rejoint par d'autres spécimens d'autres parcs ou libérés intentionnellement, ce cervidé asiatique de petite taille finit par coloniser le centre et le sud de l'Angleterre puis le pays de Galles.
En Angleterre, le cervidé n'a pas de prédateur hormis parfois le renard roux (mais qui s'attaque principalement aux jeunes) ou encore les chiens errants, de ce fait les chasseurs sont autorisés à l'abattre de manière à réguler les effectifs. La population continue de croître (8,2 % en moyenne par an) et a atteint aujourd’hui le million d’individus. La dispersion de l'espèce sur le territoire se fait de 2,4 km environ par an en moyenne. Il est impliqué régulièrement dans des accidents routiers avec en 2010 plus de 40 000 accidents environ. Des spécimens ont aussi été repérés en Irlande du Nord en 2009 et en république d'Irlande en 2010, presque certainement grâce à une assistance humaine. La chasse de cette espèce a été autorisée à l'année, les battues réalisées par des professionnels ont généralement un chiffre de quelques individus pour chaque battue.
En France, il est présent dans les régions de l'Indre-et-Loire, Loir-et-Cher et l’Indre et aux alentours, mais des individus isolés ont aussi été vus en dehors de cette zone comme à Plounérin dans les Côtes-d’Armor en 2013 et sur la commune de Thionville en 2017 après l'abattage d'un mâle par un chasseur. Avant 2013, la présence de l'animal avait déjà été suspectée pendant plusieurs années, ce qui implique une introduction récente, et, depuis 2017 environ, les observations se font de plus en plus fréquentes. L'origine de l'espèce en France est due à l'évasion d'un groupe d'un enclos d'un particulier. Comme en Angleterre, les chasseurs sont autorisés à l'abattre à longueur d'année afin de réguler la population, le tir par affût et approche semble être une technique efficace mais seulement un peu plus que les battues administratives normales utilisées pour les cerfs et sangliers notamment, qui sont peu concluantes. Les difficultés rencontrées dans la chasse de cette espèce sont dues à sa petite taille, sa discrétion, son caractère farouche et son utilisation du couvert végétal dense où il montre une grande agilité comme dans son milieu d'origine.
L'espèce a aussi été introduite aux Pays-Bas, avec une situation équivalente à celle en France et en Angleterre. Dans cette région, les observations de l'espèce ont commencé dans les années 1990 avec un pic à partir des années 2000. Néanmoins, il a été reporté que les populations locales étaient correctement régulées.
En Belgique, l'espèce est ponctuellement signalée en Campine via des collisions routières mais est considérée comme encore non établie dans ce pays selon le protocole ISEIA et est classé dans la catégorie A0.
En Europe, le Muntjac de Reeves est inscrit depuis 2016 dans la liste des espèces exotiques envahissantes préoccupantes pour l’Union européenne. Cela signifie que cette espèce ne peut, dorénavant, plus être importée, élevée, transportée, commercialisée, ou libérée intentionnellement dans la nature, et ce nulle part dans l’Union européenne. Cette espèce ne peut plus être détenue par quiconque, que ce soit par des amateurs ou professionnels, sauf dans le cas des animaux de compagnie acquis jusqu’à 1 an après leur ajout sur la liste européenne. Seuls les établissements zoologiques ont toujours droits de possession sur cette espèce. Par ailleurs, les États membres ont aussi l’obligation de surveiller et éradiquer les populations présentes dans la nature ou, si c’est irréalisable, de mettre en place des mesures de gestion efficaces pour limiter leur dispersion et réduire au minimum leurs effets néfastes.
En France, l’Office national de la chasse et de la faune sauvage (ONCFS), avec la Direction de la Recherche et de l’Expertise, réalise un bilan de répartition sur cette espèce afin d'améliorer la connaissance de cette dernière sur le territoire ainsi qu'une mise en place de stratégies de gestion. L'objectif final, comme pour d'autres espèces invasives, est l'éradication complète et définitive de l'espèce sur les territoires concernés. Cependant, comme pour toutes les autres espèces invasives présentes en Europe, cette perspective a très peu de chance de voir le jour du fait de ses capacités d'adaptation, de reproduction et d'expansion, ainsi que ses mœurs qui font qu'elle n'interagit que rarement avec l'homme.
De par sa plasticité alimentaire et ses aptitudes reproductrices, son fort potentiel d'expansion ainsi que ses mœurs, l'espèce, dite généraliste dans ce contexte, a un potentiel envahissant. D'autant plus que l'espèce n'a aucun prédateur naturel en Europe pouvant réguler ses populations, puisque la plupart des grands carnivores (tels le loup ou le lynx) ont été chassés de la plupart des territoires ou ne sont présents qu'en faible nombre, et leur aire de répartition ne se chevauche pas actuellement avec celle du muntjac en Europe.
La principale spécificité qui fait que cette espèce est considérée comme invasive et nuisible à l'environnement vient de sa consommation plus ou moins importante de bourgeons et de jeunes pousses d’arbres, pouvant affecter directement la régénération naturelle de la forêt et occasionner des pertes économiques non négligeables pour les exploitants forestiers. En éclaircissant le sous-bois, le Muntjac de Reeves participerait ainsi à la réduction de certains habitats et affecterait indirectement la reproduction et le mode de vie d’autres espèces forestières ayant besoin d'un couvert végétal assez dense (comme les oiseaux nichant au sol, les micromammifères, les invertébrés, etc). Par ailleurs, comme tout herbivore, s'il consomme surtout les espèces végétales abondantes, il peut aussi consommer des plantes rares. En Grande-Bretagne, au moins 85 espèces végétales composent son régime alimentaire et certaines sont menacées dans le pays, telles la Mercuriale vivace (Mercurialis perennis), la Campanule à feuilles rondes (Campanula rotundifolia), l’Orchis de Fuchs (Dactylorhiza fuchsii), ou encore le Chèvrefeuille des bois (Lonicera periclymenum) qui est commun mais important pour un papillon, le Petit sylvain (Ladoga camilla), qui est menacé en Grande-Bretagne.
Cependant, il faut prendre en compte le fait que les autres espèces de cervidés présents en Europe (chevreuil, cerf, daim) consomment également des bourgeons et jeunes pousses comme part importante de leur alimentation, et que leurs populations tendent depuis plusieurs années dans plusieurs pays, comme en France, à être trop importantes, au même titre que les sangliers par exemple et ce, à cause de l’absence de prédateurs et d'une gestion cynégétique trop conservatrice de leurs effectifs par les chasseurs, ce qui crée polémiques et conflits entre les sylviculteurs, les associations de préservation et de gestion de la nature et les fédérations de chasse,. Dans ce contexte, les cervidés indigènes constituent déjà la nuisance environnementale envers la sylviculture qu'est la dégradation de la régénération des forêts, et le Muntjac de Reeves n'est qu'une espèce parmi les autres qui s'inscrit dans cet impact général des cervidés. L'impact de cette espèce en particulier n'est donc encore que théorique et relativement faible en comparaison des autres cervidés, puisque sa présence est récente sur les territoires où elle a été introduite.
Bien qu'il n'y ait pas d'autre espèce d'ongulé de petite taille en Europe avec lequel il pourrait entrer en compétition à cause d'une niche écologique commune, une concurrence avec les autres cervidés présents sur le territoire tel le Chevreuil (qui est plus grand) pour les ressources alimentaires a aussi été observée, mais non évaluée. La relation de l'espèce avec les autres espèces européennes semble minime, de plus, des observations de Chevreuils et Muntjac de Reeves se nourrissant pacifiquement ensemble ont aussi été rapportées.
Le Muntjac peut aussi avoir une incidence, quoique encore petite, sur les cultures agricoles, horticoles et les plantes de jardins.
Sa présence peut être souvent difficile à établir car ses empreintes, excréments ou tout autre indice qu'il laisse derrière lui peuvent être confondus avec ceux d'autres espèces de cervidés, notamment le chevreuil ou encore des juvéniles d'autres espèces.

### En Amérique du Nord
Il a été introduit également aux États-Unis vers 1997, avec une aire de répartition et des populations observées en Arkansas (au sud-est de cet état), la Louisiane, le Mississippi, l'Alabama, la Floride, la Géorgie et la Caroline du Sud notamment, soit donc au sud-est de ce pays. L'impact local de l'espèce n'est pas évalué mais potentiellement moins grave du fait de la présence de prédateurs locaux (Puma, Loup, Alligator, Lynx, Coyote) dont la présence est assez importante sur tout le territoire et même souvent dans les zones habitées (banlieues et péri-urbain) dont le nombre et pourcentage est nettement plus important que dans tous les autres pays d'accueil de l'espèce.

### En Asie
Le Muntjac de Reeves a aussi été introduit dans d'autres régions d'Asie de l'est. La situation de l'espèce n'est pas connue mais son impact doit y être moindre au vu du fait que plusieurs autres espèces de Muntjacs se retrouvent dans cette zone géographique et que l'environnement local y est de fait habitué aux mœurs et écologie de ces animaux. De plus, les populations semblent être petites.
Il a aussi été introduit au Japon dans certaines régions, notamment la péninsule de Bōsō et l'île d'Izu Ōshima. Il est aussi présent dans la préfecture de Chiba (à l’est de Tokyo) sur l’île de Honshu. Il y persiste depuis de manière très localisée depuis son introduction sur l'archipel dans les années 1960 (avec des spécimens évadés d'un zoo d'exposition sur Bōsō) et 1970 (pareil à la suite d'un typhon sur Izu Ōshima). La situation, son évolution et son impact dans ce pays sont similaires à ceux des populations férales européennes avec des résultats de gestion peu concluants. Son aire de répartition reste cependant limitée aux endroits mentionnés ci-dessus.
Un effort d'éradication sur Izu Ōshima a été réalisé entre 2007-2014 mais a échoué et, à la fin de cette période, au moins 11 000 individus furent estimés et avec un taux de croissance de la population annuel d'environ 15 %. Cet échec est dû aux méthodes d'enquête inadéquates qui ont sous-estimé les mœurs nocturnes de l'espèce. En 2017, leur nombre avait atteint au moins 60 000 têtes. Il y est considéré comme une espèce envahissante en plus d'une espèce nuisible car pouvant infliger des pertes importantes aux plantations de Angelica keiskei (en), une plante appelée localement Ashitaba.

### Autres menaces

#### Collisions
Malgré sa petite taille le Muntjac de Reeves peut provoquer des accidents de la route parfois importants, et les collisions avec des voitures sont fréquentes (42 000 collisions routières qui ont été répertoriées pour la seule année de 2010 en Grande-Bretagne et représentent 48% de dégâts économiques qui s'ajoutent aux 47% de ceux forestiers et agricoles du pays). Malgré tout, la régulation par roadkill ne limite qu'en partie les populations de Muntjac.

#### Maladies
Comme pour bon nombre d'espèces exotiques importées, la question sur le risque de transmissions de maladies nouvelles potentiellement dévastatrices pour l'écosystème et les espèces locales se pose. Pour l'instant, aucune maladie exotique n'a été reportée, mais l'espèce peut cependant quand même devenir un facteur véhiculant de maladies indigènes telles la tuberculose bovine, la maladie de Lyme, la leptospirose ou encore la fièvre aphteuse.

## Zoo etcaptivité
Le Muntjac de Reeves est l'espèce de muntjac la plus présente dans les zoos, surtout en Europe. On trouve cette espèce :
- à la ménagerie du jardin des plantes de Paris en France qui détient au moins un couple de Muntjac de Reeves.
- au parc animalier et botanique de Branféré au Guerno (Morbihan, France), qui détient un certain nombre de spécimens en semi-liberté.
- au zoo-Jardin botanique de Toruń en Pologne.
- au zoo d'Augsbourg en Allemagne.
- au zoo Plzeň en République tchèque.
- au zoo de Prague en République tchèque.
- au zonnegloed Dierenpark, Oostvleteren en Belgique.
- au parc zoologique de Clères, Clères en Seine-Maritime.
- au safari de Peaugres (Ardèche).
- au zoo des Marécottes (Suisse).
- au zoo de Lille en France.
- au zoo-parc de Beauval, en Loir-et-Cher détient plusieurs spécimens depuis 2010.

Depuis 2016 en Europe, l'espèce n'est plus disponible comme animal de compagnie et également dans d'autres pays du monde, afin de prévenir de nouvelles introductions de populations marrones. Seuls les parcs zoologiques peuvent encore en posséder. Elle est cependant encore disponible à la vente dans certains pays (comme aux États-Unis ou en Asie). En Angleterre (qui ne fait plus partie de l'union européenne), certains particuliers recueillent encore parfois des individus sauvages, jeunes ou blessés, qui une fois apprivoisés, deviennent de parfait compagnons.
En captivité, l'élevage et le maintien de l'espèce est assez facile si des conditions minimales en termes de nourritures, d'espace et de soins sont respectées. Une clôture d'environ 5 pieds (152,4 cm) de haut est nécessaire, mais ils peuvent être tenus librement à l'intérieur et peuvent utiliser une porte pour chien ou chat pour entrer ou sortir de leur abri et enclos extérieur. Ils peuvent être nourris avec des aliments sucrés tels des fruits, des légumes, du maïs et des carottes mais aussi des restes de repas.
Une fois familiarisés et apprivoisés, les individus en captivité se révèlent très attachés à leur habitation, peuvent être tenus et traités comme un animal de compagnie, avec un tempérament joueur et énergique. Ils peuvent se montrer très affectueux envers leurs maîtres et les autres animaux de compagnie, réclamant souvent même de l'attention et du contact. Ils peuvent aussi être formés à certaines actions tel un chien ou un chat (avec par exemple la possibilité de leur apprendre à faire leurs besoins dans une litière ou encore à retenir leur nom). Le contact et la familiarisation avec l'animal se doit cependant d'être lent, progressif et calme du fait de leur instinct naturel farouche (le plus souvent, il convient de prendre un individu peu après sa naissance). Le prix d'achat pour un mâle est toujours plus bas que pour une femelle.

## Chasse et intérêt économique
La peau du muntjac de Reeves est reconnu comme remarquable pour sa douceur et est parfois encore utilisée, par exemple, pour des emballages d'objets anciens ou des produits de beauté. La viande de muntjac, faible en gras, est également réputée pour ses qualités culinaires et gustatives.
Bien que pratiquée sur le territoire chinois, la chasse de cette espèce reste modérée et ne la met pas en danger. Une diminution des effectifs due à la fragmentation de son habitat et à une pression cynégétique plus importante est néanmoins visible actuellement.
Sa chasse est interdite sur le territoire taïwanais, mais les chasseurs aborigènes bénéficient néanmoins d’une dérogation spéciale, avec obligation de tenir à jour des carnets de chasse lors des prélèvements. Cependant, dans les zones où la réduction du nombre de prédateurs naturels des muntjac se fait sentir, son aptitude à se multiplier rapidement provoque des conflits avec les cultivateurs locaux, ceux-ci organisent parfois des chasses illégales dans le but de diminuer les populations qui causent des dégâts à leurs cultures.
En Europe et en France, l'espèce n'est pas classée comme chassable pour le sport, elle n'est chassée que pour la régulation des populations. Pour les chasseurs, amateurs et professionnels, sa chasse n'a que peu d'intérêts cynégétiques et n'est pas très attractive en vue des efforts importants pour une espèce si petite.

## Génétique
Le muntjac de Reeves possède 46 chromosomes au total. Ce qui en fait actuellement l'espèce du genre à en posséder le plus car il a été mis en évidence après des recherches que les espèces composant le genre Muntiacus avaient un pourcentage et nombre différents de chromosomes parfois très marqués entre chaque espèce pourtant proche entre elles. En comparaison, le muntjac indien, M. muntjak, est actuellement le mammifère avec le plus petit nombre de chromosomes connu : le mâle ayant un nombre de diploïdes de seulement 7 chromosomes et la femelle en ayant seulement 6 pour trois paires.
Comme pour les autres espèces de Muntjacs, le Muntjac de Reeves se révèle assez résistant en termes de résistance aux parasites et maladies, que ce soit dans la nature (environnent d'origine ou introduit) ou en captivité, et est même étonnamment, contrairement aux humains à qui cela fait défaut, immunisé aux effets de la drépanocytose et de la production de globules rouges falciformes (voir l'article Muntiacus pour plus d'information).

## Conservation et protection
Le Muntjac de Reeves est une espèce protégée à Hong Kong. Il est répertorié comme préoccupation mineure par l'UICN en raison de son caractère généralement commun et répandu dans son milieu d'origine.
En France, l'espèce est classée en tant que « non évalué ». Elle est aussi ni classée en tant que gibier ni comme espèce protégée.
L'espèce est aussi classée dans l'Annexe III de la Convention de Berne.

## Galerie

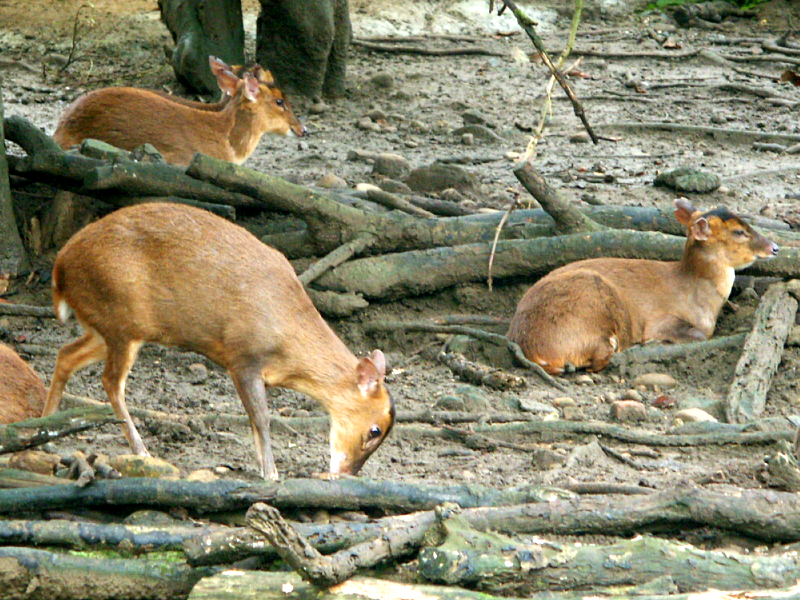
Muntiacus reevesi
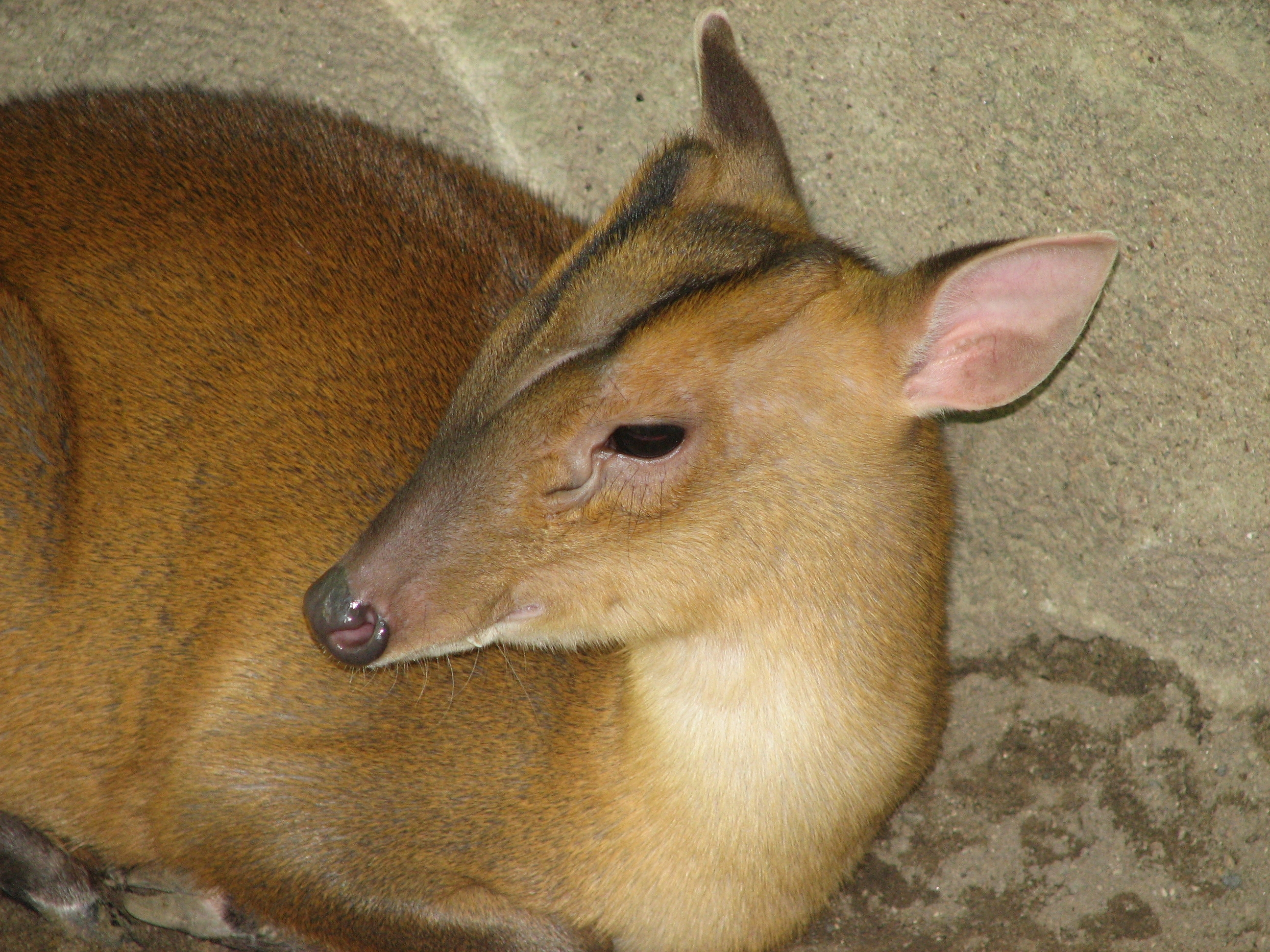
Femelle
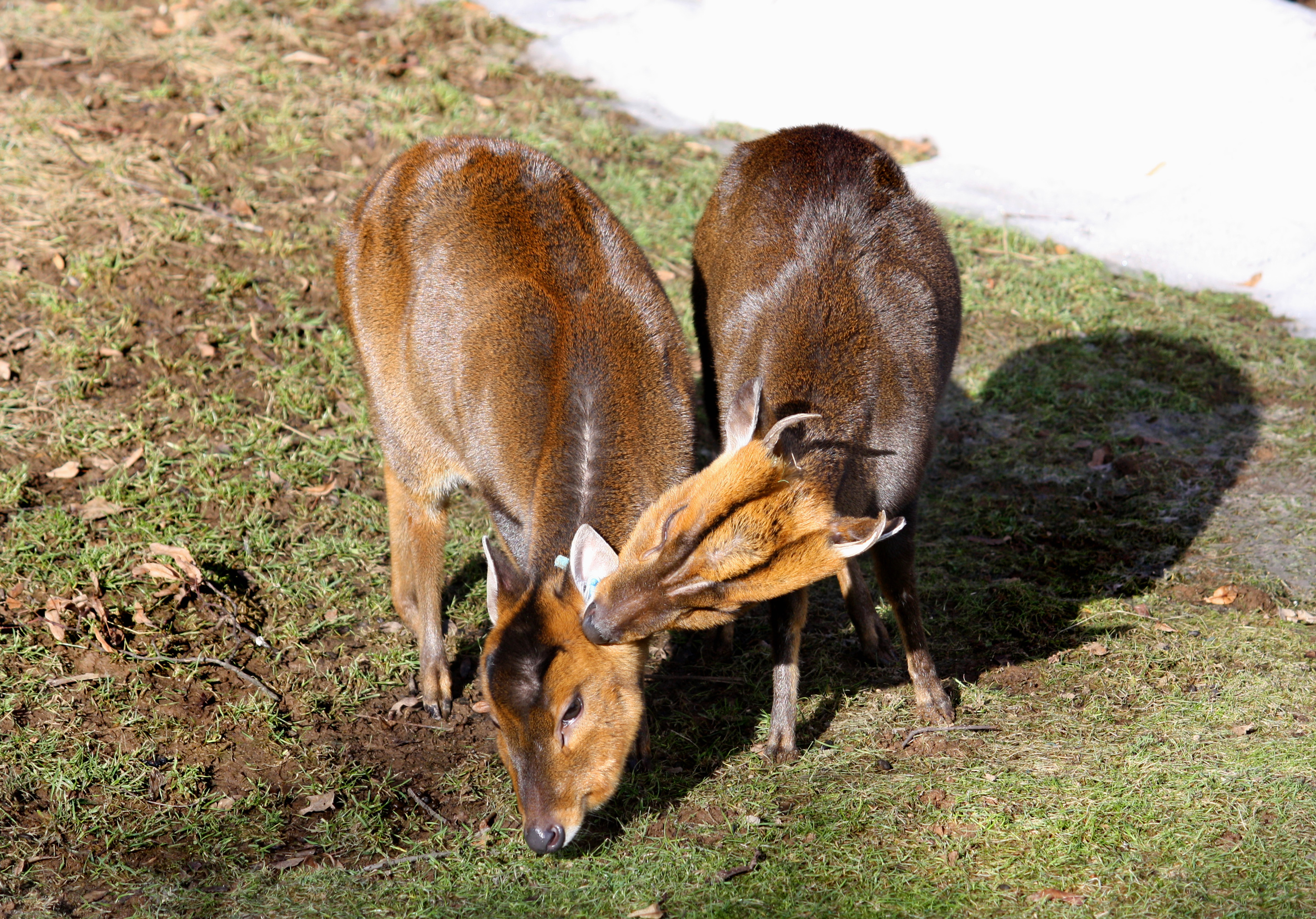
Couple
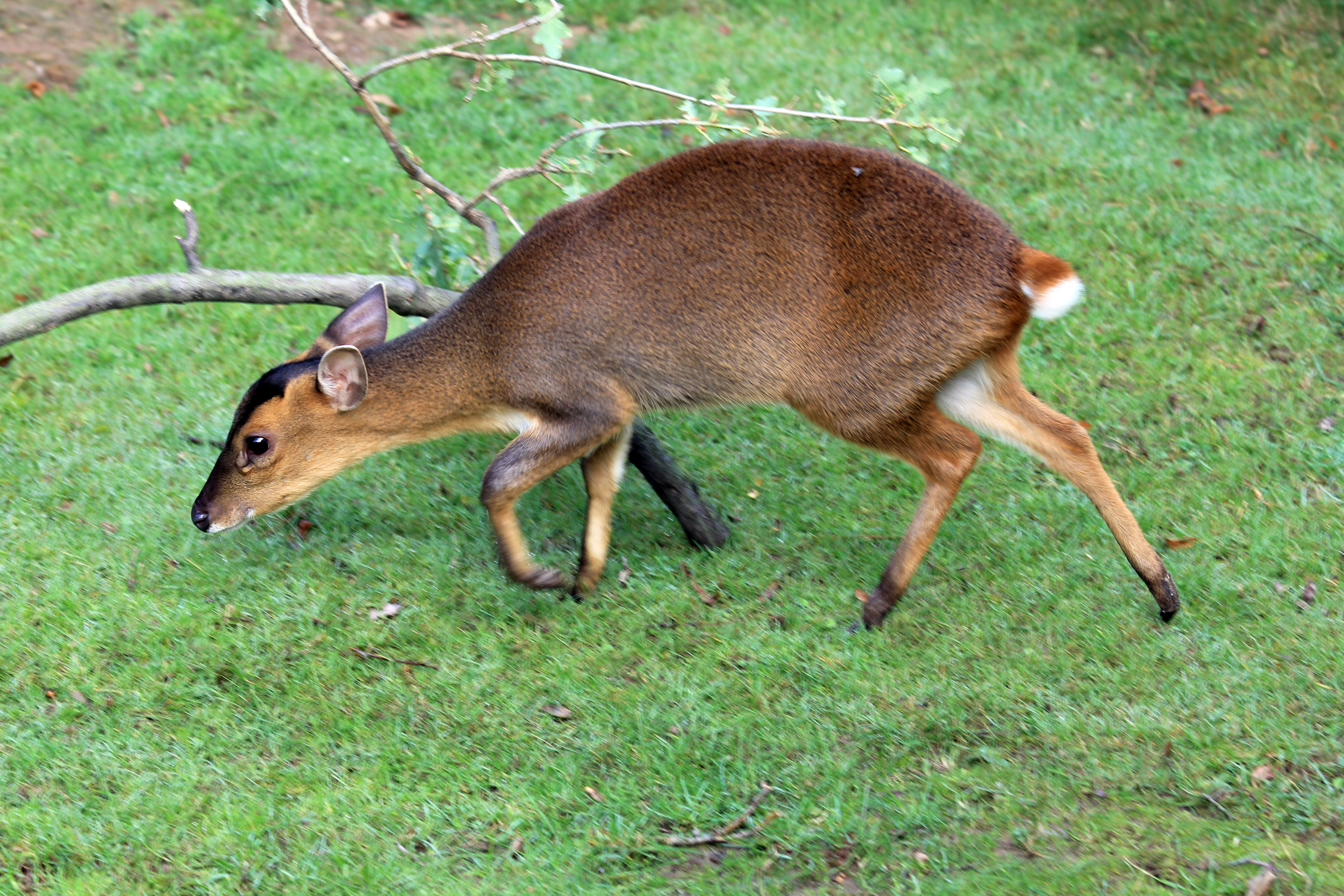
Femelle